# René Godeffroi Le Hachard, Comte de Linange, Prince de Chabanois
René Godeffroi Le Hachard, Comte de Linange, Prince de Chabonois (geboren nach den eigenen divergierenden Angaben womöglich am 1. November 1676, angeblich in Chabanais, Frankreich; gestorben vermutlich in österreichischer Haft in den 1720ern) war ein Hochstapler und Betrüger, der im frühen 18. Jahrhundert europäische Berühmtheit erlangte, nachdem er mit Philippe de Gentil, dem Marquis de Langallerie im Jahr 1716 unter dem Verdacht, mit dem Osmanischen Reich gegen den Papst konspiriert zu haben, verhaftet und zu lebenslanger Haft verurteilt wurde.

## Geburts- und Sterbedaten, Namen und Titel
Die überlieferten mit seinem Namen verbundenen Dokumente weisen eine Vielzahl von Titeln und Identitäten auf, die der "Comte" oder "Landgrave de Linange" oder "Prince de Chabonois" (so die Titel, derer sich andere in Bezug auf ihn 1715–1717 zumeist bedienten) sich zulegte. Ein weites Spektrum der Handlungsspielräume versuchte sich Linange dabei zu sichern. Charakteristisch ist der folgende Titel aus den Untersuchungsunterlagen der Behörden in Aurich, die Linange am 30. Juni 1716 festnahmen und am 2. Juli verhörten:
René-Godeffroy-Louis-Ernest-Joseph, le Hachard De Handres, par la Grace de Dieu Land-grave de Linange, Prince du St. Empire et de Chabanois; Duc d'Angelport, de Madagascar, d'Ophir et de Feros. Marquis de Luzignon, D'Olevon, De Pizani, et de Ruzé, Comte De la Motte-Hachard, de Moriac, D'Autel, D'Apremeont etc. Cy devant Chef Descardres, Des Armées navales de France; Puis Capitaine General des mers dans l'Amerique & Dans L'Azie; et presentement par la Divine Providence Grand-Admiral, generalissime des Armées Navales De la Theocratie du verbe incarné.
Die Titel der Jahre 1715–1716 dienten ihm vor allem, soweit ersichtlich, in Anlagebetrügereien, die Seehandelsbeteiligungen versprachen. Linange hatte zuvor bereits eine Vielzahl von Titelvarianten erprobt und mit anderen Projekten zwei Haftstrafen hinter sich gebracht. Die zuletzt genutzten Titel mussten vor allem deutschsprachigen Behörden verwirren, da er sich mit ihnen dem Haus Leiningen zuordnete.
Die Geburtsdaten variieren nach den verschiedenen Dokumenten. "Ganz genau" wollte Linange es 1716 gegenüber den Behörden in Arich berechnet haben: Er gab ihnen gegenüber am 3. Juli 1716 an, am 1. November 1676 geboren zu sein und des Tages 39 Jahre, 7 Monate und 3 Tage alt zu sein. Bei den Verhören in Wien am 17. Januar 1717 wollte er 42 Jahre alt sein, er zog es zu diesem Zeitpunkt vor, zudem Prinz von Antiochien zu sein.

## Leben
Knappe biographische Details gibt John T. O’Connor (1999): Linange war demnach von niedrigem französischen Adel. Als junger Mann soll er in einem katholischen Missionsseminar die Papiere eines Missionars gestohlen haben, der sich auf dem Weg in den Fernen Osten befand. Er gab sich mit ihnen angeblich als vom Papst ernannter Erzbischof von Macau und Primat von Japan aus. In Genf soll er später zum Reformierten Protestantismus konvertiert sein.
1709 fiel Linange mit Betrügereien auf, deren Opfer Exilfranzosen in den Niederlanden und Großbritannien waren. Sein Plan soll es damals gewesen sein, mit hugenottischer Unterstützung Ludwig XIV. zu stürzen und Leopold von Lothringen auf den Thron zu bringen. Linange wurde gefasst und blieb bis 1714 in der Bastille inhaftiert.
Seine Projekte des Jahres 1715 zielten auf Interessenten ab, die sich an einer Handelsgesellschaft beteiligen würden, die mit den Häfen, die ihm angeblich auf den Inseln vor Madagaskar unterstanden, Geschäfte abwickeln würden. Eine religiöse Ausrichtung erhielten die Projekte noch 1715 nach Begegnungen mit dem Marquis de Langallerie, der einen Orden zum Sturz des Papsttums gegründet hatte.

## Archivquellen
Staatsarchiv Aurich
- Rep 4 B I b 265 Die Arrestierung des sogenannten Comte de Linange und seine Auslieferung an den Kaiser. 1716.

Österreichisches Staatsarchiv, Haus-, Hof- und Staatsarchiv
- AT-OeStA/HHStA MEA Varia27-5 Marquis de Langallerie und Comte Linange, Arretierung, 1716 Akt der Mainzer Reichskanzlei mit den Verhören der Juden Süsskind und D'Acosta sowie Linanges nebst mehreren beschlagnahmten Objekten. Aus dem Fall Langallerie ist lediglich die Liste der bei ihm vorgefundenen Sachen überliefert nicht das Verhör.